# Station Marchiennes
Station Marchiennes is een voormalig spoorwegstation in de Franse gemeente Marchiennes. Het station bevond zich aan de spoorlijn Somain - Halluin en werd gesloten in de jaren 50.